# I liga argentyńska w piłce nożnej (1917)
Mistrzem Argentyny w roku 1917 został klub Racing Club de Avellaneda, natomiast tytuł wicemistrza Argentyny zdobył klub River Plate. Z ligi spadły dwa kluby – Gimnasia y Esgrima Buenos Aires i CA Banfield. Na ich miejsce awansował jeden klub – Defensores de Belgrano Buenos Aires. Liga zmniejszyła się z 21 do 20 klubów.

## Primera División

### Mecze chronologicznie
| Data                 | Mecz |
| -------------------- | --- |
| 1 kwietnia 1917      | Gimnasia y Esgrima Buenos Aires – Racing Club de Avellaneda 1:7 R. C. Bertani – Hugo Martín (4), M. Macchiavello, Francisco Olazar k, Alberto Marcovecchio |
| 1 kwietnia 1917      | Porteño Buenos Aires – Estudiantil Porteño Buenos Aires 1:1                                                                                                |
| 1 kwietnia 1917      | San Lorenzo de Almagro – River Plate 0:3 Taggino, Martín, Cándido García                                                                                   |
| 1 kwietnia 1917      | Ferro Carril Oeste – CA Estudiantes 2:1 |
| 1 kwietnia 1917      | Sportivo Barracas Buenos Aires – Atlanta Buenos Aires 1:1                                                                                                  |
| 1 kwietnia 1917      | Estudiantes La Plata – CA Tigre 1:1 |
| 1 kwietnia 1917      | San Isidro Buenos Aires – Gimnasia y Esgrima La Plata 2:2                                                                                                  |
| 1 kwietnia 1917      | CA Huracán – Columbian Buenos Aires 3:0 |
| 1 kwietnia 1917      | Argentino de CA Argentino de Quilmes – Boca Juniors 0:5 Enrique Bertolini (3), Enrique Brichetto (2)                                                       |
| 1 kwietnia 1917      | CA Banfield – CA Platense 1:5 |
| 8 kwietnia 1917      | Racing Club de Avellaneda – Porteño Buenos Aires 6:0 Vivaldi (2), Marcovecchio (2), Perinetti, Hospital                                                    |
| 8 kwietnia 1917      | Argentino de CA Argentino de Quilmes – Estudiantes La Plata 3:1 J. Barreiro (2), V. Nepote – ?                                                             |
| 8 kwietnia 1917      | CA Banfield – River Plate 1:2 Taggino, Nicolás Rofrano |
| 8 kwietnia 1917      | Sportivo Barracas Buenos Aires – San Lorenzo de Almagro 2:1                                                                                                |
| 8 kwietnia 1917      | CA Huracán – Atlanta Buenos Aires 0:0 |
| 8 kwietnia 1917      | CA Tigre – Ferro Carril Oeste 1:1 |
| 8 kwietnia 1917      | CA Estudiantes – Gimnasia y Esgrima Buenos Aires 4:4 |
| 8 kwietnia 1917      | Estudiantil Porteño Buenos Aires – Boca Juniors 2:3 Costas (2) – Enrique Colla, Enrique Brichetto, Pedro Bleo Fournol “Calomino”                           |
| 8 kwietnia 1917      | Columbian Buenos Aires – San Isidro Buenos Aires 2:3 |
| 8 kwietnia 1917      | Gimnasia y Esgrima La Plata – Independiente 0:2 A. Ronzoni, E. Strittmatter                                                                                |
| 15 kwietnia 1917     | CA Tigre – River Plate 1:4 ? – Hammerer s, Taggino, Cándido García, Ameal                                                                                  |
| 15 kwietnia 1917     | Gimnasia y Esgrima La Plata – CA Platense 1:1 |
| 15 kwietnia 1917     | Independiente – Estudiantil Porteño Buenos Aires 1:1 E. Strittmatter – J. Pissa                                                                            |
| 15 kwietnia 1917     | Porteño Buenos Aires – Boca Juniors 3:3 Polimeni, Izaguirre, Pérez – Enrique Bertolini (2), Pedro Bleo Fournol “Calomino”                                  |
| 15 kwietnia 1917     | Ferro Carril Oeste – Sportivo Barracas Buenos Aires 0:0 |
| 15 kwietnia 1917     | Atlanta Buenos Aires – CA Banfield 4:0 |
| 15 kwietnia 1917     | CA Huracán – CA Estudiantes 2:1 |
| 15 kwietnia 1917     | San Lorenzo de Almagro – Racing Club de Avellaneda 0:1 Marcovecchio                                                                                        |
| 22 kwietnia 1917     | San Isidro Buenos Aires – Ferro Carril Oeste 3:2 |
| 22 kwietnia 1917     | CA Huracán – CA Platense 2:0 |
| 22 kwietnia 1917     | CA Tigre – CA Estudiantes 1:0 |
| 22 kwietnia 1917     | Sportivo Barracas Buenos Aires – Gimnasia y Esgrima La Plata 1:1                                                                                           |
| 22 kwietnia 1917     | Estudiantes La Plata – Boca Juniors 1:0 |
| 6 maja 1917          | CA Estudiantes – Atlanta Buenos Aires 4:0 |
| 6 maja 1917          | Estudiantes La Plata – San Lorenzo de Almagro 4:2 |
| 6 maja 1917          | CA Huracán – Gimnasia y Esgrima Buenos Aires 4:2 |
| 6 maja 1917          | Ferro Carril Oeste – Columbian Buenos Aires 3:1 |
| 6 maja 1917          | Gimnasia y Esgrima La Plata – CA Tigre 2:0 |
| 6 maja 1917          | Porteño Buenos Aires – Argentino de CA Argentino de Quilmes 1:0                                                                                            |
| 6 maja 1917          | San Isidro Buenos Aires – River Plate 0:1 Martín |
| 6 maja 1917          | CA Banfield – Boca Juniors 0:1 Lázaro Amores |
| 6 maja 1917          | Estudiantil Porteño Buenos Aires – CA Platense 1:0 |
| 13 maja 1917         | CA Banfield – Estudiantil Porteño Buenos Aires 4:3 |
| 13 maja 1917         | Argentino de CA Argentino de Quilmes – CA Estudiantes 4:2 V. Nepote (2), A. Zabaleta (2) – ?, ?                                                            |
| 13 maja 1917         | Estudiantes La Plata – Porteño Buenos Aires 3:1 |
| 13 maja 1917         | Columbian Buenos Aires – Boca Juniors 0:3 Lázaro Amores (2), Pablo Valenzano                                                                               |
| 13 maja 1917         | River Plate – Atlanta Buenos Aires 1:3 Taggino – ?, ? |
| 13 maja 1917         | CA Tigre – CA Platense 2:0 |
| 13 maja 1917         | Gimnasia y Esgrima Buenos Aires – San Isidro Buenos Aires 0:0                                                                                              |
| 13 maja 1917         | Ferro Carril Oeste – Gimnasia y Esgrima La Plata 2:2 |
| 13 maja 1917         | San Lorenzo de Almagro – CA Huracán 0:0 |
| 17 maja 1917         | Boca Juniors – CA Platense 2:2 Pedro Bleo Fournol “Calomino”, Lázaro Amores – Balmaceda (2)                                                                |
| 17 maja 1917         | Gimnasia y Esgrima La Plata – CA Banfield 0:0 |
| 17 maja 1917         | CA Estudiantes – Estudiantil Porteño Buenos Aires 1:0 |
| 17 maja 1917         | Estudiantes La Plata – San Isidro Buenos Aires 1:1 |
| 20 maja 1917         | CA Huracán – Independiente 1:1 J. Laguna – J. Siciliani |
| 20 maja 1917         | Ferro Carril Oeste – Estudiantes La Plata 2:1 |
| 20 maja 1917         | CA Estudiantes – Porteño Buenos Aires 1:0 |
| 20 maja 1917         | Gimnasia y Esgrima La Plata – San Lorenzo de Almagro 0:0                                                                                                   |
| 20 maja 1917         | CA Tigre – Argentino de CA Argentino de Quilmes 1:0 |
| 27 maja 1917         | San Isidro Buenos Aires – Argentino de CA Argentino de Quilmes 5:0                                                                                         |
| 27 maja 1917         | Racing Club de Avellaneda – CA Platense 4:0 N. Vivaldo (2), A. Marcovecchio, J. Viazzi                                                                     |
| 27 maja 1917         | Sportivo Barracas Buenos Aires – Independiente 0:3 J. Ventureira, P. Raggi (2)                                                                             |
| 27 maja 1917         | Boca Juniors – CA Huracán 3:2 Enrique Colla, Pedro Bleo Fournol “Calomino” (2) – Laguna, Alberti k                                                         |
| 27 maja 1917         | Estudiantil Porteño Buenos Aires – Atlanta Buenos Aires 2:1                                                                                                |
| 27 maja 1917         | Gimnasia y Esgrima La Plata – Porteño Buenos Aires 2:0 |
| 27 maja 1917         | Columbian Buenos Aires – San Lorenzo de Almagro 1:0 |
| 27 maja 1917         | CA Banfield – CA Tigre 1:0 |
| 27 maja 1917         | Ferro Carril Oeste – Gimnasia y Esgrima Buenos Aires 0:0                                                                                                   |
| 27 maja 1917         | River Plate – Estudiantes La Plata 0:0 |
| 3 czerwca 1917       | Gimnasia y Esgrima Buenos Aires – Porteño Buenos Aires 3:2                                                                                                 |
| 3 czerwca 1917       | Racing Club de Avellaneda – Argentino de CA Argentino de Quilmes 1:0 Juan Hospital                                                                         |
| 10 czerwca 1917      | CA Huracán – CA Tigre 3:0 |
| 10 czerwca 1917      | Estudiantes La Plata – CA Banfield 2:1 |
| 10 czerwca 1917      | Porteño Buenos Aires – San Lorenzo de Almagro 2:1 |
| 10 czerwca 1917      | Racing Club de Avellaneda – Ferro Carril Oeste 1:0 |
| 10 czerwca 1917      | Independiente – CA Platense 1:1 |
| 10 czerwca 1917      | River Plate – Argentino de CA Argentino de Quilmes 1:1 Nicolás Rofrano – Félix Cabano                                                                      |
| 10 czerwca 1917      | Gimnasia y Esgrima La Plata – Estudiantil Porteño Buenos Aires 1:1                                                                                         |
| 17 czerwca 1917      | Estudiantil Porteño Buenos Aires – Gimnasia y Esgrima Buenos Aires 3:2                                                                                     |
| 17 czerwca 1917      | San Isidro Buenos Aires – CA Banfield 2:1 |
| 24 czerwca 1917      | Argentino de CA Argentino de Quilmes – CA Huracán 1:4 A. Zabaleta – ?, ?                                                                                   |
| 24 czerwca 1917      | Atlanta Buenos Aires – San Isidro Buenos Aires 2:1 |
| 24 czerwca 1917      | CA Banfield – Gimnasia y Esgrima Buenos Aires 2:0 |
| 24 czerwca 1917      | River Plate – Boca Juniors 2:2 Taggino (2) – Lázaro Amores (2)                                                                                             |
| 24 czerwca 1917      | Porteño Buenos Aires – Independiente 1:0 A. Bottaro |
| 24 czerwca 1917      | CA Tigre – Racing Club de Avellaneda 0:1 Nicolás Vivaldi k                                                                                                 |
| 24 czerwca 1917      | Estudiantes La Plata – Sportivo Barracas Buenos Aires 1:0                                                                                                  |
| 24 czerwca 1917      | Estudiantil Porteño Buenos Aires – Ferro Carril Oeste 1:0                                                                                                  |
| 1 lipca 1917         | CA Huracán – Porteño Buenos Aires 5:0 |
| 1 lipca 1917         | Boca Juniors – CA Tigre 4:0 Lázaro Amores, Pablo Valenzano, Pedro Bleo Fournol “Calomino”, ?                                                               |
| 1 lipca 1917         | Estudiantes La Plata – Gimnasia y Esgrima La Plata 3:0 |
| 1 lipca 1917         | San Lorenzo de Almagro – CA Banfield 2:1 |
| 1 lipca 1917         | Argentino de CA Argentino de Quilmes – Gimnasia y Esgrima Buenos Aires 1:0 R. Falivene                                                                     |
| 1 lipca 1917         | Atlanta Buenos Aires – CA Platense 2:2 |
| 1 lipca 1917         | River Plate – Estudiantil Porteño Buenos Aires 1:1 Fraga Patrano – ?                                                                                       |
| 1 lipca 1917         | Racing Club de Avellaneda – Sportivo Barracas Buenos Aires 0:0                                                                                             |
| 22 lipca 1917        | Gimnasia y Esgrima La Plata – Atlanta Buenos Aires 3:2 |
| 22 lipca 1917        | San Isidro Buenos Aires – CA Estudiantes 2:1 |
| 22 lipca 1917        | Estudiantes La Plata – Columbian Buenos Aires 2:0 |
| 22 lipca 1917        | Estudiantil Porteño Buenos Aires – Sportivo Barracas Buenos Aires 1:1                                                                                      |
| 22 lipca 1917        | CA Huracán – CA Banfield 0:0 |
| 22 lipca 1917        | Boca Juniors – Gimnasia y Esgrima Buenos Aires 0:0 |
| 22 lipca 1917        | CA Platense – Porteño Buenos Aires 0:0 |
| 29 lipca 1917        | Racing Club de Avellaneda – San Isidro Buenos Aires 5:0 Marcovecchio (4), Vivaldi k                                                                        |
| 29 lipca 1917        | River Plate – Gimnasia y Esgrima La Plata 3:0 Schuchmann (2), Taggino                                                                                      |
| 29 lipca 1917        | CA Estudiantes – CA Banfield 3:2 |
| 29 lipca 1917        | Ferro Carril Oeste – Argentino de CA Argentino de Quilmes 1:0                                                                                              |
| 29 lipca 1917        | CA Tigre – Porteño Buenos Aires 1:0 |
| 5 sierpnia 1917      | Independiente – River Plate 0:3 M. Bonacosa (2), E. Schuchmann                                                                                             |
| 5 sierpnia 1917      | CA Platense – San Isidro Buenos Aires 2:0 |
| 5 sierpnia 1917      | Gimnasia y Esgrima La Plata – Gimnasia y Esgrima Buenos Aires 2:1                                                                                          |
| 5 sierpnia 1917      | Columbian Buenos Aires – CA Estudiantes 1:0 |
| 5 sierpnia 1917      | Argentino de CA Argentino de Quilmes – CA Banfield 1:0 R. Falivene                                                                                         |
| 5 sierpnia 1917      | San Lorenzo de Almagro – Estudiantil Porteño Buenos Aires 1:1                                                                                              |
| 5 sierpnia 1917      | Atlanta Buenos Aires – Estudiantes La Plata 1:1 |
| 5 sierpnia 1917      | CA Huracán – Racing Club de Avellaneda 1:1 J. Chavín – Alberto Marcovecchio                                                                                |
| 5 sierpnia 1917      | Boca Juniors – Sportivo Barracas Buenos Aires 0:0 |
| 5 sierpnia 1917      | Porteño Buenos Aires – Ferro Carril Oeste 0:0 |
| 12 sierpnia 1917     | CA Tigre – San Lorenzo de Almagro 4:2 |
| 12 sierpnia 1917     | River Plate – Columbian Buenos Aires 2:1 Taggino, Ortelli – ?                                                                                              |
| 12 sierpnia 1917     | Argentino de CA Argentino de Quilmes – Sportivo Barracas Buenos Aires 1:1                                                                                  |
| 19 sierpnia 1917     | CA Tigre – Independiente 3:2 P. Boide (2), A. Martín – J. Siciliani, P. Garré                                                                              |
| 19 sierpnia 1917     | Racing Club de Avellaneda – Estudiantil Porteño Buenos Aires 3:0 A. Betular, Alberto Ohaco (2)                                                             |
| 19 sierpnia 1917     | CA Huracán – Ferro Carril Oeste 3:0 |
| 19 sierpnia 1917     | CA Estudiantes – River Plate 1:2 ? – Risso, Nicolás Rofrano                                                                                                |
| 19 sierpnia 1917     | Porteño Buenos Aires – San Isidro Buenos Aires 2:0 |
| 19 sierpnia 1917     | Columbian Buenos Aires – Atlanta Buenos Aires 2:0 |
| 19 sierpnia 1917     | Gimnasia y Esgrima Buenos Aires – CA Platense 1:0 |
| 19 sierpnia 1917     | Gimnasia y Esgrima La Plata – Argentino de CA Argentino de Quilmes 1:1                                                                                     |
| 26 sierpnia 1917     | River Plate – Gimnasia y Esgrima Buenos Aires 4:0 Taggino (2), Risso, Reparaz s                                                                            |
| 26 sierpnia 1917     | Sportivo Barracas Buenos Aires – CA Platense 4:2 |
| 26 sierpnia 1917     | Boca Juniors – Ferro Carril Oeste 3:1 Pablo Valenzano (2), Lázaro Amores – Crespo                                                                          |
| 26 sierpnia 1917     | CA Estudiantes – Racing Club de Avellaneda 0:2 Alberto Ohaco (2)                                                                                           |
| 26 sierpnia 1917     | Estudiantil Porteño Buenos Aires – Estudiantes La Plata 2:0                                                                                                |
| 26 sierpnia 1917     | Gimnasia y Esgrima La Plata – Columbian Buenos Aires 1:1                                                                                                   |
| 26 sierpnia 1917     | Independiente – CA Banfield 0:0 |
| 2 września 1917      | San Lorenzo de Almagro – Atlanta Buenos Aires 7:1 |
| 2 września 1917      | Sportivo Barracas Buenos Aires – Gimnasia y Esgrima Buenos Aires 3:1                                                                                       |
| 2 września 1917      | San Isidro Buenos Aires – CA Tigre 3:3 |
| 2 września 1917      | Porteño Buenos Aires – CA Banfield 1:0 |
| 9 września 1917      | Boca Juniors – CA Estudiantes 4:1 Enrique Bertolini, Pedro Bleo Fournol “Calomino”, Enrique Colla (2) – Ochandio                                           |
| 9 września 1917      | Gimnasia y Esgrima Buenos Aires – CA Tigre 4:2 |
| 9 września 1917      | Sportivo Barracas Buenos Aires – CA Huracán 3:1 |
| 9 września 1917      | Atlanta Buenos Aires – Argentino de CA Argentino de Quilmes 1:3 ? – A. Zabaleta (2), Félix Cabano                                                          |
| 9 września 1917      | Estudiantes La Plata – Independiente 0:2 J. Ventureira, Guillermo Ronzoni                                                                                  |
| 9 września 1917      | CA Banfield – Ferro Carril Oeste 2:0 |
| 9 września 1917      | Columbian Buenos Aires – Porteño Buenos Aires 1:0 |
| 9 września 1917      | San Isidro Buenos Aires – Estudiantil Porteño Buenos Aires 0:0                                                                                             |
| 9 września 1917      | Racing Club de Avellaneda – River Plate 0:0 |
| 9 września 1917      | CA Platense – San Lorenzo de Almagro 1:1 Berti – Gianella                                                                                                  |
| 16 września 1917     | Columbian Buenos Aires – Gimnasia y Esgrima Buenos Aires 2:0                                                                                               |
| 16 września 1917     | CA Platense – Argentino de CA Argentino de Quilmes 1:0 |
| 16 września 1917     | Boca Juniors – San Isidro Buenos Aires 2:2 Pedro Bleo Fournol “Calomino” (2, 1k) – Fernández, Bincas                                                       |
| 16 września 1917     | Estudiantil Porteño Buenos Aires – CA Tigre 1:1 |
| 16 września 1917     | Independiente – Ferro Carril Oeste 1:1 Pascual Garré – F. Crespo                                                                                           |
| 16 września 1917     | CA Banfield – Sportivo Barracas Buenos Aires 1:1 |
| 28 października 1917 | Porteño Buenos Aires – Atlanta Buenos Aires 3:1 |
| 28 października 1917 | Boca Juniors – Racing Club de Avellaneda 0:1 Alberto Marcovecchio                                                                                          |
| 28 października 1917 | CA Estudiantes – Gimnasia y Esgrima La Plata 1:0 |
| 28 października 1917 | Columbian Buenos Aires – CA Tigre 1:0 |
| 28 października 1917 | San Isidro Buenos Aires – Sportivo Barracas Buenos Aires 2:2                                                                                               |
| 28 października 1917 | CA Platense – River Plate 0:0 |
| 28 października 1917 | Argentino de CA Argentino de Quilmes – Estudiantil Porteño Buenos Aires 0:0                                                                                |
| 4 listopada 1917     | Racing Club de Avellaneda – Atlanta Buenos Aires 6:0 |
| 4 listopada 1917     | Estudiantil Porteño Buenos Aires – Columbian Buenos Aires 4:1                                                                                              |
| 4 listopada 1917     | River Plate – Ferro Carril Oeste 3:0 Chiappe k, Risso, Barbera s                                                                                           |
| 4 listopada 1917     | Independiente – Boca Juniors 3:1 Juan Siciliani (2), Victorio Capelletti s – Pablo Valenzano                                                               |
| 4 listopada 1917     | San Lorenzo de Almagro – Argentino de CA Argentino de Quilmes 3:1                                                                                          |
| 4 listopada 1917     | Porteño Buenos Aires – Sportivo Barracas Buenos Aires 2:0                                                                                                  |
| 4 listopada 1917     | Gimnasia y Esgrima Buenos Aires – Estudiantes La Plata 2:0                                                                                                 |
| 4 listopada 1917     | San Isidro Buenos Aires – CA Huracán 2:1 |
| 4 listopada 1917     | CA Platense – CA Estudiantes 1:0 |
| 11 listopada 1917    | Racing Club de Avellaneda – Columbian Buenos Aires 8:0 |
| 11 listopada 1917    | Independiente – Argentino de CA Argentino de Quilmes 7:1 ?, ? – R. Falivene                                                                                |
| 11 listopada 1917    | CA Huracán – Estudiantil Porteño Buenos Aires 4:1 |
| 11 listopada 1917    | San Lorenzo de Almagro – San Isidro Buenos Aires 3:0 |
| 11 listopada 1917    | CA Estudiantes – Sportivo Barracas Buenos Aires 2:1 |
| 11 listopada 1917    | Atlanta Buenos Aires – CA Tigre 2:1 |
| 11 listopada 1917    | CA Platense – Estudiantes La Plata 2:2 |
| 11 listopada 1917    | River Plate – Porteño Buenos Aires 1:0 Medone |
| 11 listopada 1917    | Gimnasia y Esgrima La Plata – Boca Juniors 1:1 Felices – Pedro Bleo Fournol “Calomino”                                                                     |
| 18 listopada 1917    | Racing Club de Avellaneda – Estudiantes La Plata 4:1 |
| 18 listopada 1917    | Atlanta Buenos Aires – Gimnasia y Esgrima Buenos Aires 3:0                                                                                                 |
| 18 listopada 1917    | San Isidro Buenos Aires – Independiente 3:0 |
| 18 listopada 1917    | Boca Juniors – San Lorenzo de Almagro 3:2 Alfredo Garasini (2), Enrique Bertolini – Lanterno, Barrera                                                      |
| 18 listopada 1917    | Sportivo Barracas Buenos Aires – River Plate 0:2 Medone, Taggino                                                                                           |
| 18 listopada 1917    | Columbian Buenos Aires – CA Banfield 1:0 |
| 18 listopada 1917    | CA Huracán – Gimnasia y Esgrima La Plata 0:0 |
| 25 listopada 1917    | Racing Club de Avellaneda – CA Banfield 5:0 |
| 25 listopada 1917    | Atlanta Buenos Aires – Boca Juniors 1:2 Laiolo – Enrique Brichetto (2)                                                                                     |
| 25 listopada 1917    | San Lorenzo de Almagro – Independiente 2:1 |
| 25 listopada 1917    | Sportivo Barracas Buenos Aires – Columbian Buenos Aires 2:0                                                                                                |
| 2 grudnia 1917       | Sportivo Barracas Buenos Aires – CA Tigre 3:0 |
| 2 grudnia 1917       | Estudiantes La Plata – CA Estudiantes 2:1 |
| 2 grudnia 1917       | Columbian Buenos Aires – Independiente 1:0 |
| 9 grudnia 1917       | Columbian Buenos Aires – Argentino de CA Argentino de Quilmes 1:3 ? – L. Gil, Félix Cabano, A. Zabaleta                                                    |
| 9 grudnia 1917       | Ferro Carril Oeste – Atlanta Buenos Aires 2:1 |
| 9 grudnia 1917       | San Lorenzo de Almagro – Gimnasia y Esgrima Buenos Aires 2:1                                                                                               |
| 9 grudnia 1917       | Racing Club de Avellaneda – Gimnasia y Esgrima La Plata 2:0                                                                                                |
| 9 grudnia 1917       | CA Estudiantes – Independiente 1:1 Thompson – ? |
| 16 grudnia 1917      | CA Huracán – Estudiantes La Plata 3:0 |
| 16 grudnia 1917      | Atlanta Buenos Aires – Independiente 3:0 |
| 16 grudnia 1917      | Columbian Buenos Aires – CA Platense 1:1 |
| 16 grudnia 1917      | Ferro Carril Oeste – San Lorenzo de Almagro 0:0 |
| 23 grudnia 1917      | Independiente – Gimnasia y Esgrima Buenos Aires 3:1 |
| 23 grudnia 1917      | San Lorenzo de Almagro – CA Estudiantes 0:0 |
| 30 grudnia 1917      | CA Huracán – River Plate 3:0 |
| 30 grudnia 1917      | Independiente – Racing Club de Avellaneda 1:0 Juan Siciliani                                                                                               |
| 30 grudnia 1917      | Ferro Carril Oeste – CA Platense 1:0 |

### Końcowa tabela sezonu 1917
| Poz | Klub                                 | Mecze | Zw | Rem | Por | Pkt | BrZd | BrStr |
| --- | ------------------------------------ | ----- | -- | --- | --- | --- | ---- | ----- |
| 1   | Racing Club de Avellaneda            | 20    | 16 | 3   | 1   | 35  | 58   | 4     |
| 2   | River Plate                          | 20    | 12 | 6   | 2   | 30  | 35   | 14    |
| 3   | CA Huracán                           | 20    | 11 | 6   | 3   | 28  | 42   | 15    |
| 4   | Boca Juniors                         | 20    | 10 | 8   | 2   | 28  | 42   | 23    |
| 5   | Sportivo Barracas Buenos Aires       | 20    | 6  | 9   | 5   | 21  | 25   | 22    |
| 6   | Estudiantes La Plata                 | 20    | 8  | 5   | 7   | 21  | 28   | 28    |
| 7   | Estudiantil Porteño Buenos Aires     | 20    | 6  | 9   | 5   | 21  | 26   | 26    |
| 8   | Independiente                        | 20    | 7  | 6   | 7   | 20  | 29   | 24    |
| 9   | San Isidro Buenos Aires              | 20    | 7  | 6   | 7   | 20  | 31   | 35    |
| 10  | Gimnasia y Esgrima La Plata          | 20    | 4  | 11  | 5   | 19  | 19   | 24    |
| 11  | Ferro Carril Oeste                   | 20    | 6  | 7   | 7   | 19  | 18   | 24    |
| 12  | San Lorenzo de Almagro               | 20    | 6  | 6   | 8   | 18  | 29   | 27    |
| 13  | Porteño Buenos Aires                 | 20    | 7  | 4   | 9   | 18  | 20   | 30    |
| 14  | Columbian Buenos Aires               | 20    | 8  | 2   | 10  | 18  | 18   | 35    |
| 15  | CA Platense                          | 20    | 4  | 9   | 7   | 17  | 21   | 26    |
| 16  | Atlanta Buenos Aires                 | 20    | 6  | 4   | 10  | 16  | 29   | 41    |
| 17  | CA Tigre                             | 20    | 6  | 4   | 10  | 16  | 23   | 36    |
| 18  | Argentino de CA Argentino de Quilmes | 20    | 6  | 4   | 10  | 16  | 21   | 37    |
| 19  | CA Estudiantes                       | 20    | 6  | 3   | 11  | 15  | 25   | 31    |
| 20  | Gimnasia y Esgrima Buenos Aires      | 20    | 4  | 4   | 12  | 12  | 23   | 44    |
| 21  | CA Banfield                          | 20    | 4  | 4   | 12  | 12  | 17   | 33    |